# Свети Илия (Зашле)
Вижте пояснителната страница за други значения на Свети Илия.
„Свети Илия“ (на македонска литературна норма: „Свети Илија“) е възрожденска православна манастирска църква в демирхисарското село Зашле, Северна Македония. Църквата е под управлението на Крушевско-Демирхисарската епархия на Македонската православна църква.
Църквата е гробищен храм, разположен в центъра на Зашле. Построена е около 1888 година.
В архитектурно отношение е сравнително голяма базилика, иззидана от ломен камък, като отворите и венецът са от дялан камък. На запад има дълъг трем, който завършва с долепена за западната му страна кулообразна камбанария. Покривът е на две води с керемиди. Фасадите са фугирани. На северната и южната стена има пиластри. Апсидата е полукръгла с покрив от плочи и има 7 декоративни пиластри, които оформят красиви слепи ниши. В центъра ѝ има отвор на осветление. Кръстовиден отвор за осветление има и над покрива ѝ на източната стена. Храмът е изписан от крушевския майстор Коста Анастасов.